# Mátyás Kovács
Mátyás Kovács (Kunszentmárton, 30 januari 1928) is een Hongaarse componist, muziekpedagoog en arrangeur.
Kovács is als muziekleraar en als freelance componist werkzaam. Daarnaast heeft hij verschillende klassieke werken bewerkt voor hedendaagse instrumentatie. 

## Composities

### Werken voor harmonieorkest
- 1986: Botoló-Tance (Hongaarse dans "Botoló"), voor harmonieorkest

### Vocale muziek

#### Werken voor koor
- 1970: Koorsuite, voor vrouwenkoor (of kinderkoor) (SSAA) - tekst: Magda Donászy
  1. Mókus, mókus, fënn a fán
  2. Árvácska virágzik anyám udvarában
  3. Repülőgép (Rajta, rajta, szállj, rëpülj)
  4. Télapóka túl a tanyán
  5. Autó (Asztal alatt a kis autó)
- 1972: Mári bölcsödal (Marie's kinderjaren), voor kinderkoor - tekst: István Raics
- 1973: Twee koorliederen, voor kinderkoor - tekst: Hans Christian Andersen, Hongaarse vertaling: Zsuzsa Rab
  1. Levélke, bújj ki az ághegyen
  2. Gyönyörű táj, csodás vidék

### Kamermuziek
- 1975: Hat kis darab (Zes kleine stukken), voor cello en piano
- 1981: Divertimento (nr. 1) (op motieven van Hongaarse volksliederen), voor kopersextet
- 1981: Magyar népdalok (Hongaarse volksliederen), voor blokfluit en piano
- 1984: Divertimento nr. 2 (naar Roemeense volksliederen), voor kopersextet

### Werken voor gitaar
- Üvegecske

### Pedagogische werken
- 1980: Zongora kompendium (Piano compendium) - samen met: Endre Szervánszky en István Barna
- 1984: Fagottmuzsika zongorakísérettel (Fagotmuziek met pianobegeleiding) samen met: David Popper en László Hara
- 2003: Hoornmuziek voor beginners, voor hoorn en piano
- Fluitmuziek voor beginners